# ارنست لوئیس
ارنست لوئیس (انگلیسی: Ernest Lewis؛ زاده ۵ آوریل ۱۸۶۷ درگذشته ۱۹ آوریل ۱۹۳۰) یک تنیس‌باز اهل بریتانیا بود.